# Bleiken Station
Bleiken Station (Bleiken stasjon) er en jernbanestation på Gjøvikbanen i Bleiken i Oppland fylke i Norge. Stationen består af et spor med perron og en stationsbygning samt pakhus, der begge er opført i rødt træ. Stationen udmærker sig ved en god udsigt over Randsfjorden.
Stationen blev etableret som holdeplads 23. december 1901, et år før Gjøvikbanen stod færdig i sin fulde længde. 11. maj 1914 blev den opgraderet til station, der var bemandet indtil 1. marts 1985. I 1987 blev den nedgraderet til trinbræt med sidespor.